# Viaduc de Chapeauroux
Le viaduc de Chapeauroux, ou viaduc du Nouveau-Monde, est un pont ferroviaire en pierre qui enjambe la rivière du Chapeauroux sur la commune de Saint-Bonnet-de-Montauroux en Lozère. Le pont, achevé en 1870, appartient à la ligne des Cévennes.

## Historique
Le viaduc se trouve au hameau de Chapeauroux de la commune de Saint-Bonnet-de-Montauroux dans le nord-est du département de la Lozère, à la limite de celui de la Haute-Loire. Les travaux ont été entamés vers 1857 dans le cadre de la construction de la ligne des Cévennes. Mais la Compagnie du Grand Central qui avait obtenu la concession de la ligne fait faillite et le chantier est repris en 1862 par la Compagnie des chemins de fer de Paris à Lyon et à la Méditerranée (PLM) qui avait obtenu la concession entre Brioude et La Levade. Ce tronçon ferroviaire,  à voie unique, est l'un des plus riches en ouvrages d'art du réseau ferroviaire français. Les ingénieurs de la PLM, MM. Dombre, Ruelle et Joubert, doivent faire passer la ligne dans une zone exigüe, à la confluence de l'Allier et du Chapeauroux tout en la mettant à l'abri des crues violentes de ces deux cours d'eau. Les travaux sont confiés aux entreprises Marigues et Ramon et sont achevés vers le début de 1870, la ligne étant inaugurée le 16 mai de cette année là.
Le chantier a permis de retrouver les vestiges du village gaulois de Condate, nom qui signifie "confluent" (celui de l'Allier et du Chapeauroux). Ce village est l'une des trois stations de la via Agrippa en Gévaudan, station que l'on retrouve sur la Table de Peutinger avec Anderitum et Silanum.
L'autre nom du pont, viaduc du Nouveau Monde, vient du nom du camp des ouvriers installé à proximité, dans un lieu alors jamais habité.
La construction de la ligne et de ce viaduc imposant dans une région très enclavée marqua durablement la population et les ouvriers du chantier. On retrouve ainsi dans un cimetière proche, le cimetière de Saint-Haon, un caveau en forme des wagonnets utilisés sur le chantier.
Le viaduc est inscrit aux Monuments historiques depuis le 28 décembre 1984.

## Caractéristiques techniques
Composé de 28 arches de 12 mètres, le viaduc est long de 433 mètres pour une hauteur moyenne de 20 mètres. Il est en courbe, épousant la forme de la vallée, avec un rayon de 260 mètres.
Le viaduc débouche au sud sur la gare de Chapeauroux qui sert de gare de croisement de la ligne. Cette gare est aussi une station du train touristique des gorges de l'Allier.